# Zagreb Indoors 2007 - Qualificazioni singolare
Le qualificazioni del singolare  dello Zagreb Indoors 2007 sono state un torneo di tennis preliminare per accedere alla fase finale della manifestazione. I vincitori dell'ultimo turno sono entrati di diritto nel tabellone principale. In caso di ritiro di uno o più giocatori aventi diritto a questi sono subentrati i lucky loser, ossia i giocatori che hanno perso nell'ultimo turno ma che avevano una classifica più alta rispetto agli altri partecipanti che avevano comunque perso nel turno finale.
Le qualificazioni del torneo PBZ Zagreb Indoors  2007 prevedevano 32 partecipanti di cui 4 sono entrati nel tabellone principale.

## Teste di serie
1. Guillermo Cañas (Qualificato)
2. Alexander Waske (Qualificato)
3. Oliver Marach (primo turno)
4. Federico Luzzi (ultimo turno)

1. Alexander Peya (Qualificato)
2. Kenneth Carlsen (ultimo turno)
3. Lars Burgsmüller (primo turno)
4. Tomáš Cakl (Qualificato)

## Qualificati
1. Guillermo Cañas
2. Alexander Waske

1. Tomáš Cakl
2. Alexander Peya

## Tabellone

### Legenda
| - Q = Qualificato - WC = Wild card - LL = Lucky loser | - ALT = Alternate - SE = Special Exempt - PR = Protected Ranking | - w/o = Walkover - r = Ritirato - d = Squalificato |

### Sezione 1
|  | Primo turno     | Primo turno      | Primo turno      | Primo turno | Primo turno |  |  | Secondo turno  | Secondo turno   | Secondo turno   | Secondo turno  | Secondo turno |   |      | Ultimo turno | Ultimo turno    | Ultimo turno | Ultimo turno | Ultimo turno |  |
|  |                 |                  |                  |             |             |  |  |                |                 |                 |                |               |   |      |              |                 |              |              |              |  |
|  | 1               | Guillermo Cañas  | Guillermo Cañas  | 6           | 6           |  |  |                |                 |                 |                |               |   |      |              |                 |              |              |              |  |
|  |                 | Tomas Behrend    | Tomas Behrend    | 4           | 3           |  |  | 1              | Guillermo Cañas | Guillermo Cañas | 6              | 2             |   |      |              |                 |              |              |              |  |
|  | Daniel Köllerer | Daniel Köllerer  | 5                | 6           | 6           |  |  |                | Daniel Köllerer | Daniel Köllerer | 1              | 0r            |   |      |              |                 |              |              |              |  |
|  | Serhij Bubka    | Serhij Bubka     | 7                | 2           | 3           |  |  |                |                 |                 |                |               |   |      | 1            | Guillermo Cañas | 64           | 6            | 7            |  |
|  | Grega Žemlja    | Grega Žemlja     | Grega Žemlja     | 6           | 7           |  |  |                |                 |                 | Viktor Troicki | 7             | 1 | 6(1) |              |                 |              |              |              |  |
|  | Grégory Carraz  | Grégory Carraz   | Grégory Carraz   | 4           | 64          |  |  | Grega Žemlja   | Grega Žemlja    | Grega Žemlja    | 5              | 2             |   |      |              |                 |              |              |              |  |
|  |                 | Viktor Troicki   | Viktor Troicki   | 7           | 7           |  |  | Viktor Troicki | Viktor Troicki  | Viktor Troicki  | 7              | 6             |   |      |              |                 |              |              |              |  |
|  | 7               | Lars Burgsmüller | Lars Burgsmüller | 65          | 68          |  |  |                |                 |                 |                |               |   |      |              |                 |              |              |              |  |

### Sezione 2
|  | Primo turno   | Primo turno      | Primo turno      | Primo turno | Primo turno |  |  | Secondo turno | Secondo turno   | Secondo turno   | Secondo turno   | Secondo turno   |   |   | Ultimo turno | Ultimo turno    | Ultimo turno    | Ultimo turno | Ultimo turno |  |
|  |               |                  |                  |             |             |  |  |               |                 |                 |                 |                 |   |   |              |                 |                 |              |              |  |
|  | 2             | Alexander Waske  | Alexander Waske  | 7           | 7           |  |  |               |                 |                 |                 |                 |   |   |              |                 |                 |              |              |  |
|  |               | Jacob Adaktusson | Jacob Adaktusson | 6           | 6           |  |  | 2             | Alexander Waske | Alexander Waske | 6               | 6               |   |   |              |                 |                 |              |              |  |
|  | Dudi Sela     | Dudi Sela        | 5                | 6           | 6           |  |  |               | Dudi Sela       | Dudi Sela       | 4               | 4               |   |   |              |                 |                 |              |              |  |
|  | Harel Levy    | Harel Levy       | 7                | 1           | 4           |  |  |               |                 |                 |                 |                 |   |   | 2            | Alexander Waske | Alexander Waske | 7            | 6            |  |
|  | Petar Jelenic | Petar Jelenic    | Petar Jelenic    | 7           | 6           |  |  |               |                 | 6               | Kenneth Carlsen | Kenneth Carlsen | 6 | 4 |              |                 |                 |              |              |  |
|  | Antonio Veić  | Antonio Veić     | Antonio Veić     | 5           | 2           |  |  |               | Petar Jelenic   | 2               | 6               | 1r              |   |   |              |                 |                 |              |              |  |
|  | 6             | Kenneth Carlsen  | Kenneth Carlsen  | 6           | 6           |  |  | 6             | Kenneth Carlsen | 6               | 4               | 1               |   |   |              |                 |                 |              |              |  |
|  |               | Luka Belić       | Luka Belić       | 3           | 3           |  |  |               |                 |                 |                 |                 |   |   |              |                 |                 |              |              |  |

### Sezione 3
|  | Primo turno        | Primo turno        | Primo turno        | Primo turno | Primo turno |  |  | Secondo turno    | Secondo turno    | Secondo turno    | Secondo turno | Secondo turno |   |   | Ultimo turno | Ultimo turno     | Ultimo turno | Ultimo turno | Ultimo turno |  |
|  |                    |                    |                    |             |             |  |  |                  |                  |                  |               |               |   |   |              |                  |              |              |              |  |
|  |                    | Saša Tuksar        | Saša Tuksar        | 6           | 6           |  |  |                  |                  |                  |               |               |   |   |              |                  |              |              |              |  |
|  | 3                  | Oliver Marach      | Oliver Marach      | 4           | 3           |  |  | Saša Tuksar      | Saša Tuksar      | Saša Tuksar      | 3             | 5             |   |   |              |                  |              |              |              |  |
|  | Jeff Salzenstein   | Jeff Salzenstein   | 6                  | 65          | 6           |  |  | Jeff Salzenstein | Jeff Salzenstein | Jeff Salzenstein | 6             | 7             |   |   |              |                  |              |              |              |  |
|  | Mikhail Ledovskikh | Mikhail Ledovskikh | 3                  | 7           | 4           |  |  |                  |                  |                  |               |               |   |   |              | Jeff Salzenstein | 7            | 3            | 64           |  |
|  | Farruch Dustov     | Farruch Dustov     | Farruch Dustov     | 6           | 6           |  |  |                  |                  | 8                | Tomáš Cakl    | 65            | 6 | 7 |              |                  |              |              |              |  |
|  | Alex Bogomolov Jr. | Alex Bogomolov Jr. | Alex Bogomolov Jr. | 4           | 2           |  |  |                  | Farruch Dustov   | 6                | 4             | 4             |   |   |              |                  |              |              |              |  |
|  | 8                  | Tomáš Cakl         | Tomáš Cakl         | 7           | 7           |  |  | 8                | Tomáš Cakl       | 4                | 6             | 6             |   |   |              |                  |              |              |              |  |
|  |                    | Tomislav Perić     | Tomislav Perić     | 5           | 68          |  |  |                  |                  |                  |               |               |   |   |              |                  |              |              |              |  |

### Sezione 4
|  | Primo turno        | Primo turno        | Primo turno        | Primo turno | Primo turno |  |  | Secondo turno | Secondo turno      | Secondo turno  | Secondo turno  | Secondo turno |   |   | Ultimo turno | Ultimo turno   | Ultimo turno | Ultimo turno | Ultimo turno |  |
|  |                    |                    |                    |             |             |  |  |               |                    |                |                |               |   |   |              |                |              |              |              |  |
|  | 4                  | Federico Luzzi     | Federico Luzzi     | 6           | 6           |  |  |               |                    |                |                |               |   |   |              |                |              |              |              |  |
|  |                    | Phillip King       | Phillip King       | 4           | 3           |  |  | 4             | Federico Luzzi     | 6              | 1              | 6             |   |   |              |                |              |              |              |  |
|  | Ladislav Chramosta | Ladislav Chramosta | Ladislav Chramosta | 6           | 6           |  |  |               | Ladislav Chramosta | 4              | 6              | 3             |   |   |              |                |              |              |              |  |
|  | Frederik Nielsen   | Frederik Nielsen   | Frederik Nielsen   | 3           | 4           |  |  |               |                    |                |                |               |   |   | 4            | Federico Luzzi | 6            | 3            | 6(0)         |  |
|  | Florin Mergea      | Florin Mergea      | Florin Mergea      | 6           | 6           |  |  |               |                    | 5              | Alexander Peya | 4             | 6 | 7 |              |                |              |              |              |  |
|  | Franco Skugor      | Franco Skugor      | Franco Skugor      | 3           | 4           |  |  |               | Florin Mergea      | Florin Mergea  | 3              | 68            |   |   |              |                |              |              |              |  |
|  | 5                  | Alexander Peya     | Alexander Peya     | 6           | 6           |  |  | 5             | Alexander Peya     | Alexander Peya | 6              | 7             |   |   |              |                |              |              |              |  |
|  |                    | Ivan Dodig         | Ivan Dodig         | 4           | 4           |  |  |               |                    |                |                |               |   |   |              |                |              |              |              |  |